# Sigüenza
Sigüenza község Spanyolországban, Guadalajara tartományban. Sigüenza Baides, Alcolea del Pinar, Alcolea de las Peñas, Estriégana, Saúca, Torremocha del Campo, Algora, Mandayona, Viana de Jadraque, Huérmeces del Cerro, Santiuste, Riofrío del Llano, La Olmeda de Jadraque, Atienza, Cincovillas, Tordelrábano, Paredes de Sigüenza, Valdelcubo, Sienes, Miño de Medinaceli és Medinaceli községekkel határos. Lakosainak száma 4830 fő (2024).

## Népesség
A település népessége az utóbbi években az alábbiak szerint változott:
| Lakosok száma | 4580 | 4806 | 4629 | 5044 | 4947 | 4712 | 4551 | 4309 | 4298 | 4830 |
|               | 2001 | 2004 | 2006 | 2009 | 2011 | 2014 | 2016 | 2019 | 2021 | 2024 |